# Ranunculus pachyphyton
Ranunculus pachyphyton är en ranunkelväxtart som beskrevs av S. Ericsson. Ranunculus pachyphyton ingår i släktet ranunkler, och familjen ranunkelväxter. Inga underarter finns listade i Catalogue of Life.